# Selección de baloncesto sub-16 de Gales
La selección de baloncesto sub-16 de Gales es un equipo nacional de baloncesto de Gales, administrado por Basketball Wales. Representa al país en las competiciones internacionales masculinas de baloncesto sub-16.
El equipo finalizó 20º en el Campeonato de Europa de Cadetes de 1975. También ganaron cinco medallas en el  Campeonato Europeo de Baloncesto Masculino Sub-16 - División C.

## Participaciones

### Campeonato Europeo de Baloncesto Masculino Sub-16
| Año   | Pos.         | PJ           | PG           | PP           |
| ----- | ------------ | ------------ | ------------ | ------------ |
| 1971  | No participó | No participó | No participó | No participó |
| 1973  | No participó | No participó | No participó | No participó |
| 1975  | 20°          | 6            | 0            | 6            |
| 1977  | No participó | No participó | No participó | No participó |
| 2019  | No participó | No participó | No participó | No participó |
| Total | 1/34         | 6            | 0            | 6            |

### Campeonato Europeo de Baloncesto Masculino Sub-16 - División C
| Año                   | Pos.              | PJ             | PG             | PP             |
| --------------------- | ----------------- | -------------- | -------------- | -------------- |
| Bandera de Malta      | 4°                | 4              | 1              | 3              |
| Bandera de Chipre     | No participó      | No participó   | No participó   | No participó   |
| Bandera de Andorra    | 4°                | 4              | 1              | 3              |
| Bandera de Andorra    | 7°                | 5              | 2              | 3              |
| Bandera de Gibraltar  | Medalla de plata  | 5              | 3              | 2              |
| Bandera de Andorra    | 5°                | 5              | 3              | 2              |
| Bandera de San Marino | Medalla de bronce | 5              | 3              | 2              |
| Bandera de Gibraltar  | 7°                | 4              | 0              | 4              |
| Bandera de Gibraltar  | 4°                | 4              | 1              | 3              |
| Bandera de Malta      | Medalla de bronce | 4              | 2              | 2              |
| Bandera de San Marino | 4°                | 4              | 1              | 3              |
| Bandera de Chipre     | 9°                | 5              | 1              | 4              |
| Bandera de Andorra    | 7°                | 6              | 2              | 4              |
| Bandera de San Marino | Medalla de plata  | 6              | 5              | 1              |
| Bandera de Albania    | Medalla de bronce | 5              | 4              | 1              |
| Bandera de Kosovo     | Por determinar    | Por determinar | Por determinar | Por determinar |
| Total                 | 14/15             | 66             | 29             | 37             |